# 犀川站
犀川站（日语：／ Saigawa eki */?）是位於福岡縣京都郡京都町，屬於平成筑豐鐵道的田川線車站。車站編號為HC24。此站同時為京都町的社區中心「You Town犀川」。此站至行橋站之間設有區間列車的班次，站內則設有列車夜間停泊。

## 歷史
- 1897年（明治30年）4月20日 - 豐州鐵道（日语：豊州鉄道）開設此站。
- 1901年（明治34年）9月3日 : 豐州鐵道合併至九州鐵道（第一代）。
- 1907年（明治40年）6月1日 : 九州鐵道（第一代）被國有化，成為帝國鐵道廳車站[2][3]。
- 1971年（昭和46年）10月20日 - 結束貨物起卸業務。
- 1987年（昭和62年）4月1日 - 伴隨國鐵分割民營化，車站由九州旅客鐵道（JR九州）營運[4][5][6]。
- 1989年（平成元年）10月1日 : 此站變由平成筑豐鐵道管理，成為平成筑豐鐵道田川線車站。

## 車站構造
此站是地面車站，設有2面2線的相對式月台，可進行列車交會。

### 月台
| 月台 | 路線    | 上下行 | 方向           | 備註                        |
| ---- | ------- | ------ | -------------- | --------------------------- |
| 1    | ■田川線 | 下行   | 金田、直方方向 |                             |
| 2    | ■田川線 | 上行   | 豐津、行橋方向 | 此站的首班車使用1號月台出發 |

## 使用狀況
- 在2018年度，1日平均上落車人次為299人[1]。
- 在2019年度，1日平均上落車人次為298人[1]。

## 車站周邊
車站位於是京都町犀川的中心。
- 福岡縣道34號行橋添田線（日语：福岡県道34号行橋添田線）
- 今川（日语：今川 (福岡県)）
- 京都町公所　犀川分所
- 京都町立犀川中學
- 京都町立犀川小學
- 日本郵政犀川郵局
- 永沼家住宅
- 本庄池公園
- 行橋警署（日语：行橋警察署） 犀川駐在所
- 犀川保育所
- 神野商店
- 丸十超級市場
- 西一番店購物中心
- 生立八幡神社

## 巴士路線
- 犀川迷你巴士 - 伊良原方向

## 相鄰車站
平成筑豐鐵道
田川線
東犀川三四郎（HC25）－犀川（HC24）－崎山（HC23）

## 注腳
1. 1 2 3  鉄道を未来につなぐために（令和元年度版） ︳ へいちくネット（平成筑豊鉄道） （页面存档备份，存于）（日語） 各站上落人次調査結果
2. ↑  九州鉄道百年祭実行委員会・百年史編纂部会 (编).  初版. 九州旅客鉄道. 1988: 65 （日语）.
3. ↑  廣岡治哉 『近代日本交通史 明治維新から第二次大戦まで』 法政大學出版局，1987年4月15日。ISBN 978-4588600173
4. ↑  九州鉄道百年祭実行委員会・百年史編纂部会 (编).  初版. 九州旅客鉄道. 1988: 181 （日语）.
5. ↑  『交通年鑑 昭和63年版』 交通協力會，1988年3月。
6. ↑  今村都南雄 『民営化の效果と現実NTTとJR』 中央法規出版，1997年8月。ISBN 978-4805840863

## 外部連結
- 犀川站 （页面存档备份，存于）（日語）（平成筑豐鐵道沿線情報網站）